# 400 Millas de Brickyard

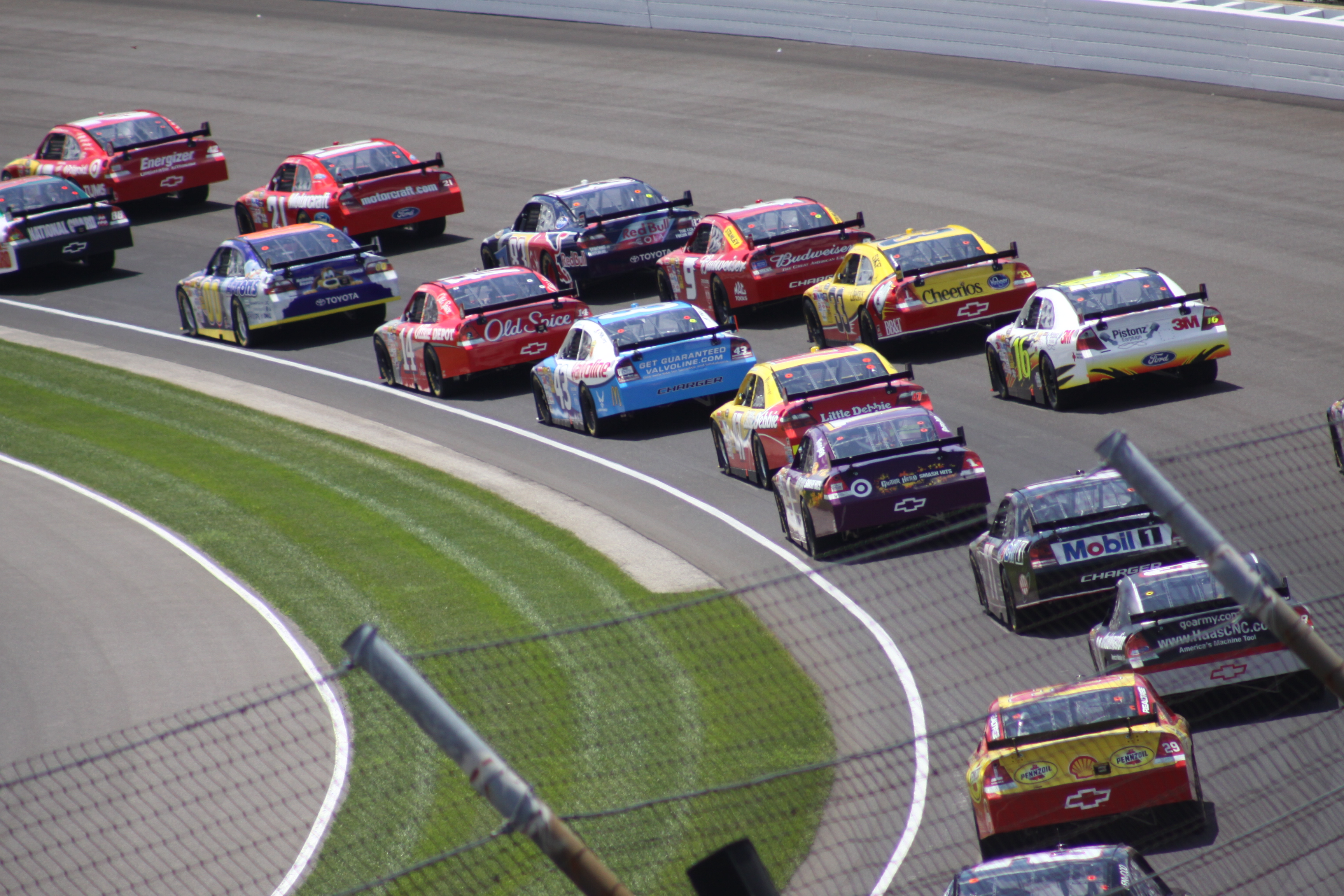
400 Millas de Brickyard de 2009

Las 400 Millas de Brickyard (en inglés, Brickyard 400) es una carrera de automovilismo que se disputa en el Indianapolis Motor Speedway, estado de Indiana, Estados Unidos desde el año 1994 como parte del calendario de la NASCAR Cup Series. El nombre proviene del apodo del óvalo en referencia a su anterior superficie recubierta de ladrillos.
La edición inaugural fue la primera carrera distinta de las 500 Millas de Indianápolis celebrada allí desde 1916. Para poder recibir a los stock cars, mucho más pesados que los monoplazas habituales, se reemplazaron los muros de contención. Asimismo, se agrandó la zona de boxes y se construyó una vía de calentamiento paralela al óvalo. Hasta 2006, las 400 Millas de Brickyard tenía lugar a principios de agosto. La carrera se movió a fines de julio para la edición de 2007. Desde 2018 hasta 2019 la carrera se disputó en el mes de septiembre, siendo la última fecha de la temporada regular de la Copa NASCAR. Desde 2021 hasta 2023, la NASCAR compitió en el circuito rutero.
Desde su edición inaugural hasta 2011, la NASCAR Nationwide Series y la NASCAR Truck Series disputaron carreras días antes de las 400 Millas de Brickyard en el vecino óvalo corto Indianapolis Raceway Park. En 2012, la NASCAR Nationwide Series pasó a correr en el Indianapolis Motor Speedway y se sumaron la Grand-Am Rolex Sports Car Series y el Grand-Am Challenge, en el marco del Super Fin de Semana en el Brickyard.
La cadena de televisión ABC transmitió las 400 Millas de Brickyard desde 1994 hasta 2000, NBC lo hizo desde 2001 hasta 2006, y ESPN desde 2007 hasta 2014. NBCSN emitió la carrera en 2015, 2016 y 2018, en tanto que NBC retornó en 2017 y 2019.

## Ganadores
Jeff Gordon es el piloto con más victorias en las 400 Millas de Brickyard con cinco, en tanto que Jimmie Johnson lo ganó en cuatro veces. Por su parte, Kevin Harvick venció en tres ocasiones.
| Año  | Piloto          | Marca     | Equipo            |
| ---- | --------------- | --------- | ----------------- |
| 1994 | Jeff Gordon     | Chevrolet | Hendrick          |
| 1995 | Dale Earnhardt  | Chevrolet | Richard Childress |
| 1996 | Dale Jarrett    | Ford      | Yates             |
| 1997 | Ricky Rudd      | Ford      | Rudd              |
| 1998 | Jeff Gordon     | Chevrolet | Hendrick          |
| 1999 | Dale Jarrett    | Ford      | Yates             |
| 2000 | Bobby Labonte   | Pontiac   | Joe Gibbs         |
| 2001 | Jeff Gordon     | Chevrolet | Hendrick          |
| 2002 | Bill Elliott    | Dodge     | Evernham          |
| 2003 | Kevin Harvick   | Chevrolet | Richard Childress |
| 2004 | Jeff Gordon     | Chevrolet | Hendrick          |
| 2005 | Tony Stewart    | Chevrolet | Joe Gibbs         |
| 2006 | Jimmie Johnson  | Chevrolet | Hendrick          |
| 2007 | Tony Stewart    | Chevrolet | Joe Gibbs         |
| 2008 | Jimmie Johnson  | Chevrolet | Hendrick          |
| 2009 | Jimmie Johnson  | Chevrolet | Hendrick          |
| 2010 | Jamie McMurray  | Chevrolet | Earnhardt Ganassi |
| 2011 | Paul Menard     | Chevrolet | Richard Childress |
| 2012 | Jimmie Johnson  | Chevrolet | Hendrick          |
| 2013 | Ryan Newman     | Chevrolet | Stewart-Haas      |
| 2014 | Jeff Gordon     | Chevrolet | Hendrick          |
| 2015 | Kyle Busch      | Toyota    | Joe Gibbs         |
| 2016 | Kyle Busch      | Toyota    | Joe Gibbs         |
| 2017 | Kasey Kahne     | Chevrolet | Hendrick          |
| 2018 | Brad Keselowski | Ford      | Penske            |
| 2019 | Kevin Harvick   | Ford      | Stewart-Haas      |
| 2020 | Kevin Harvick   | Ford      | Stewart-Haas      |